# أليساندرو سبيردوتي
أليساندرو سبيردوتي (بالإيطالية: Alessandro Sperduti) هو ممثل إيطالي، ولد في 8 يوليو 1987 بروما في إيطاليا.

## أعمال

### أفلام
- (2002) الجنة
- (2003) أنا ديفيد

## وصلات خارجية
- أليساندرو سبيردوتي على موقع IMDb (الإنجليزية)
- أليساندرو سبيردوتي على موقع ميتاكريتيك (الإنجليزية)
- أليساندرو سبيردوتي على موقع روتن توميتوز (الإنجليزية)
- أليساندرو سبيردوتي على موقع ألو سيني (الفرنسية)
- أليساندرو سبيردوتي على موقع أول موفي (الإنجليزية)
- أليساندرو سبيردوتي على موقع قاعدة بيانات الأفلام السويدية (السويدية)
- أليساندرو سبيردوتي على موقع قاعدة بيانات الفيلم (الإنجليزية)
- أليساندرو سبيردوتي على موقع كينوبويسك (الروسية)